# Константиновський сільський округ (Аршалинський район)
Константи́новський сільський округ (каз. Константинов ауылдық округі, рос. Константиновский сельский округ) — адміністративна одиниця у складі Аршалинського району Акмолинської області Казахстану. Адміністративний центр — село Константиновка.
Населення — 1442 особи (2021; 2011 у 2009, 2748 у 1999, 3214 у 1989).
Станом на 1989 рік існували Білоярська сільська рада (села Білоярка, Сейтень) та Константиновська сільська рада (села Константиновка, Шортанди). 1993 року сільради утворили Константиновський сільський округ.

## Склад
До складу округу входять такі населені пункти:
| Населений пункт      | Колишні назви | Населення, осіб (1989) | Населення, осіб (1999) | Населення, осіб (2009) | Населення, осіб (2021) |
| -------------------- | ------------- | ---------------------- | ---------------------- | ---------------------- | ---------------------- |
| Білоярка, село       | -             | 796                    | 654                    | 411                    | 296                    |
| Константиновка, село | -             | 1660                   | 1459                   | 1240                   | 869                    |
| Сейтень, село        | -             | 245                    | 158                    | -                      | -                      |
| Шортанди, село       | -             | 513                    | 477                    | 360                    | 277                    |